# 叶卡捷琳娜·马连尼科娃
叶卡捷琳娜·马连尼科娃（俄语：Екатерина Александровна Маренникова，1982年4月29日—），俄羅斯女子手球運動員，亦是俄羅斯國家女子手球隊隊員。曾在2005年世界女子手球錦標賽為俄羅斯隊奪得冠軍。
2008年，马连尼科娃代表俄罗斯參加中國北京舉行的奥林匹克运动会女子手球比賽，最終贏得一面銀牌。